# 海軍の一覧
これは現在における各国の海軍の一覧（かいぐんのいちらん）である。ただし内戦などで正規軍が事実上分裂あるいは存在しない場合や、軍そのものを保有しない国家、内陸国もある。
- 大日本帝国海軍、オーストリアハンガリー海軍など過去のものは歴史上の軍隊の一覧を参照。
- 国別の艦艇の一覧はそのカテゴリを参照。
- 海軍を補助する準軍事組織としては沿岸警備隊を参照。

## アジア

### 東アジア
- 日本
  - 海上自衛隊（国内法上は軍隊ではないとされている）
- 大韓民国
  - 大韓民国海軍
- 朝鮮民主主義人民共和国
  - 朝鮮人民軍海軍
- 中華人民共和国
  - 中国人民解放軍海軍
- 中華民国
  - 中華民国海軍
- モンゴル（内陸国） 
  - モンゴル海軍（1997年民営化）

### 東南アジア
- インドネシア
  - インドネシア海軍
- カンボジア
  - カンボジア海軍
- シンガポール
  - シンガポールの軍事
- タイ
  - タイ王国海軍
- 東ティモール
  - 東ティモール海軍
- フィリピン
  - フィリピン海軍
- ブルネイ
  - ブルネイ王国海軍（英語版）
- ベトナム
  - ベトナム人民海軍
- マレーシア
  - マレーシア海軍
- ミャンマー
  - ミャンマー海軍（英語版）
- ラオス（内陸国）
  - （陸軍河川部隊）

### 南アジア
- インド
  - インド海軍
- スリランカ
  - スリランカ海軍
- パキスタン
  - パキスタン海軍
- バングラデシュ
  - バングラデシュ海軍
- モルディブ
  - モルディブ国防軍

### 中央アジア
- ウズベキスタン（内陸国）
  - （国境警備隊河川部隊）
- カザフスタン（カスピ海に接している）
  - カザフスタン海軍
- トルクメニスタン（カスピ海に接している）
  - トルクメニスタン海軍

### 西アジア
- アゼルバイジャン（カスピ海に接している）
  - アゼルバイジャン海軍
- アラブ首長国連邦
  - アラブ首長国連邦海軍
- イエメン
  - イエメン海軍
- イスラエル
  - イスラエル海軍
- イラク
  - イラク海軍
- イラン
  - イラン・イスラム共和国海軍
  - イスラム革命防衛隊海軍
- オマーン
  - オマーン海軍
- カタール
  - カタールの軍事
- キプロス
  - キプロスの軍事
- クウェート
  - クウェート海軍
- ジョージア
  - グルジア海軍
- サウジアラビア
  - サウジアラビア海軍
- シリア
  - シリア海軍
- トルコ
  - トルコ海軍
- バーレーン
  - バーレーン海軍
- ヨルダン
  - ヨルダン海軍
- レバノン
  - レバノン海軍

### その他
- アブハジア
- 北キプロス
- ナゴルノ・カラバフ
- パレスチナ
  - （海上警察）
- 南オセチア

## アフリカ

### 北アフリカ
- アルジェリア
  - アルジェリア海軍
- エジプト
  - エジプト海軍
- チュニジア
  - チュニジア海軍
- モロッコ
  - モロッコ海軍
- リビア
  - リビア海軍

### 西アフリカ
- ガーナ
  - ガーナ海軍
- カーボベルデ
  - 沿岸警備隊
- ガンビア
  - ガンビア海軍
- ギニア
  - ギニア海軍
- ギニアビサウ
  - ギニアビサウ海軍
- コートジボワール
  - コートジボワールの軍事
- シエラレオネ
  - シエラレオネの軍事
- セネガル
  - セネガル海軍
- トーゴ
  - トーゴ海軍
- ナイジェリア
  - ナイジェリア海軍
- ニジェール（内陸国）
  - （国家憲兵隊河川部隊）
- ベナン
  - ベナン海軍
- マリ（内陸国）
  - マリ海軍（河川部隊）
- モーリタニア
  - モーリタニア海軍
- リベリア
  - リベリアの軍事

### 東アフリカ
- ウガンダ（内陸国）
  - ウガンダ人民防衛軍漁業保護隊（UPDF Fisheries protection forces）（湖水部隊）
- エリトリア
  - エリトリア海軍
- ケニア
  - ケニア海軍
- コモロ
  - コモロ軍
- ジブチ
  - ジブチ軍
- スーダン
  - スーダンの軍事
- セーシェル
  - セーシェル沿岸警備隊
- ソマリア
  - ソマリアの軍事
- マダガスカル
  - マダガスカル海軍
- モーリシャス
  - モーリシャス軍

### 中部アフリカ
- ガボン
  - ガボン海軍
- カメルーン
  - カメルーン海軍
- コンゴ共和国
  - コンゴ共和国海軍
- コンゴ民主共和国
  - コンゴ民主共和国海軍
- サントメ・プリンシペ
  - サントメ・プリンシペ軍
- 赤道ギニア
  - 赤道ギニア軍
- 中央アフリカ（内陸国）
  - (陸軍河川部隊)
- ブルンジ（内陸国）
  - (国家憲兵隊水上部隊)
- ルワンダ（内陸国）

### 南部アフリカ
- アンゴラ
  - アンゴラ海軍
- タンザニア
  - タンザニア海軍
- ナミビア
  - ナミビア海軍
- マラウイ（内陸国）
  - 海軍（湖水部隊）
- 南アフリカ共和国
  - 南アフリカ海軍
- モザンビーク
  - モザンビークの軍事
- レソト（内陸国）

### その他
- ソマリランド
- 西サハラ

## アメリカ

### 北アメリカ
- アメリカ合衆国
  - アメリカ海軍
- カナダ
  - カナダ海軍

### 中央アメリカ
- エルサルバドル
  - エルサルバドル海軍
- グアテマラ
  - グアテマラ海軍
- コスタリカ
  - コスタリカの軍事
- ニカラグア
  - ニカラグア海軍
- パナマ
  - パナマの軍事
- ベリーズ
  - ベリーズの軍事
- ホンジュラス
  - ホンジュラス海軍
- メキシコ
  - メキシコ海軍

### 西インド諸島
- アンティグア・バーブーダ
  - アンティグア・バーブーダ国防軍
- キューバ
  - キューバ海軍
- グレナダ
  - グレナダの軍事
- ジャマイカ
  - ジャマイカ海軍
- セントクリストファー・ネイビス
  - セントクリストファー・ネイビス国防軍
- セントビンセント・グレナディーン
  - セントビンセント・グレナディーンの軍事
- セントルシア
  - セントルシアの軍事
- ドミニカ共和国
  - ドミニカ共和国海軍
- トリニダード・トバゴ
  - トリニダード・トバゴ国防軍
- ハイチ
  - ハイチの軍事
- バハマ
  - バハマ国防軍
- バルバドス
  - バルバドス国防軍

### 南アメリカ
- アルゼンチン
  - アルゼンチン海軍
- ウルグアイ
  - ウルグアイ海軍
- エクアドル
  - エクアドル海軍
- ガイアナ
  - ガイアナの軍事
- コロンビア
  - コロンビア海軍
- スリナム
  - スリナムの軍事
- チリ
  - チリ海軍
- パラグアイ（内陸国だが、歴史的経緯から海軍を保有）
  - パラグアイ海軍
- ブラジル
  - ブラジル海軍
- ベネズエラ
  - ベネズエラ海軍
- ペルー
  - ペルー海軍
- ボリビア（内陸国だが、歴史的経緯から海軍を保有）
  - ボリビア海軍

## オセアニア

### 大陸部
- オーストラリア
  - オーストラリア海軍

### ポリネシア
- キリバス
  - キリバスの軍事
- サモア
  - サモアの軍事
- ツバル
  - ツバルの軍事
- トンガ
  - トンガ海軍
- ニュージーランド
  - ニュージーランド海軍

### ミクロネシア
- ナウル
  - ナウルの軍事
- パラオ
  - パラオの軍事
- マーシャル諸島
  - マーシャル諸島の軍事
- ミクロネシア連邦
  - ミクロネシア連邦の軍事

### メラネシア
- ソロモン諸島
  - ソロモン諸島の軍事
- バヌアツ
  - バヌアツの軍事
- パプアニューギニア
  - パプアニューギニア海軍
- フィジー
  - フィジー海軍

## ヨーロッパ

### 西ヨーロッパ
- アイルランド
  - アイルランド海軍
- イギリス
  - イギリス海軍
- オランダ
  - オランダ海軍
- フランス
  - フランス海軍
- ベルギー
  - ベルギー海軍

### 東ヨーロッパ
- アルバニア
  - アルバニア海軍
- ウクライナ
  - ウクライナ海軍
- クロアチア
  - クロアチア海軍
- スロベニア
  - スロベニア海軍
- セルビア（内陸国）
  - （陸軍河川艦隊）
- ブルガリア
  - ブルガリア海軍
- ベラルーシ（内陸国）
  - （陸軍河川艦隊）
- ボスニア・ヘルツェゴビナ（事実上の内陸国[注 1]）
  - （国境警備隊）
- モンテネグロ
  - モンテネグロ海軍
- ルーマニア
  - ルーマニア海軍
- ロシア
  - ロシア海軍

### 中央ヨーロッパ
- オーストリア（内陸国だが、歴史的経緯から海軍を保有していた時期がある） 
  - オーストリア海軍
- スイス（内陸国）
  - （スイス軍水上部隊）
- ドイツ
  - ドイツ連邦海軍
- ハンガリー（内陸国）
  - （ハンガリー陸軍第1水中処分河川小艇隊大隊）
- ポーランド
  - ポーランド海軍

### 南ヨーロッパ
- イタリア
  - イタリア海軍
- キプロス
  - キプロスの軍事
- ギリシャ
  - ギリシャ海軍
- スペイン
  - スペイン海軍
- ポルトガル
  - ポルトガル海軍
- マルタ
  - マルタの軍事
- モナコ
  - モナコの軍事

### 北欧諸国
- スウェーデン
  - スウェーデン海軍
- デンマーク
  - デンマーク海軍
- ノルウェー
  - ノルウェー海軍
- フィンランド
  - フィンランド海軍

### バルト三国
- エストニア
  - エストニア海軍
- ラトビア
  - ラトビア海軍
- リトアニア
  - リトアニア海軍